# Réfutation de tous les jugements, tant élogieux qu'hostiles, qui ont été jusqu'ici portés sur le film « La Société du spectacle »
Pour plus de détails, voir Fiche technique et Distribution.
Réfutation de tous les jugements, tant élogieux qu'hostiles, qui ont été jusqu'ici portés sur le film « La Société du spectacle » est un court métrage français réalisé par Guy Debord sorti en 1975. Par ce court-métrage, Guy Debord critique les jugements qui ont été portés sur son film de 1973, La Société du spectacle.

## Fiche technique
- Réalisation : Guy Debord
- Format : 35 mm noir et blanc
- Durée : 22 minutes
- Montage : Martine Barraqué
- Assistant montage : Paul Griboff
- Mixage : Paul Bertault

## Distribution
- Commentaires : Guy Debord